# Torre dei Galluzzi
La Torre dei Galluzzi è una delle circa 20 torri gentilizie ancora esistenti nel centro storico della città di Bologna. 

## Struttura
Situata all'interno della corte omonima, a pochi passi da Piazza Maggiore, è alta circa 30 metri, anche se il notevole spessore dei muri alla base (3,10 metri) indica che probabilmente fosse (o sarebbe dovuta essere, secondo il progetto originale) più alta.
A fianco della torre si trova l'Oratorio di San Giovanni Battista dei Fiorentini.
La sua costruzione iniziò nel 1257, si tratta quindi della torre più moderna che si è conservata fino ai giorni nostri. 
La torre faceva parte di un unico nucleo edilizio comprendente anche la zona residenziale e la cappella gentilizia. 
La porta attuale, alla base (che è rivestita da 11 file di parallelepipedi di selenite), è di recente apertura: la porta originaria si trova, infatti, a circa 10 metri di altezza, e collegava la torre ad una casa di legno ad essa addossata. Le buche pontaie in cui si innestavano le travi del ballatoio di congiunzione sono ben visibili sulla facciata. La porta è sormontata da un arco ogivale, altra testimonianza della relativa modernità di questa torre, in quanto gli archi presenti nelle altre torri della città sono a tutto sesto, quindi di concezione più antica. Il gradino posto all'entrata presenta poi visibili segni di usura, soprattutto nella parte rivolta a levante.

## Storia
I Galluzzo o Galluzzi furono un'importante famiglia guelfa di Bologna. Su documenti del XIII secolo essa viene anche ricordata come i Galluzzo di Capramozza (Gallutius nei testi in lingua latina). Rolandino fu console della città per tre volte nel XII secolo. Sostenitori fedelissimi del papato, più volte si scontrarono ferocemente con le famiglie ghibelline, in particolare con i Carbonesi. La attuale Torre dei Galluzzi venne anche chiamata torre nuova, per distinguerla dalla torre vecchia, già costruita dalla famiglia alla confluenza tra l'attuale via D'Azeglio e Piazza Maggiore, oggi scomparsa.
La Torre dei Galluzzi, insieme a quelle dei Prendiparte e degli Azzoguidici, faceva parte della cosiddetta triade dei grattacieli medievali di Bologna. Le tre famiglie erano tutte guelfe e le rispettive torri si trovavano in punti strategici della città.
I Galluzzi furono anche protagonisti, secondo una storia molto probabilmente romanzata, di una vicenda simile a quella di Romeo e Giulietta, quando una giovane della famiglia si innamorò di un rampollo degli odiati Carbonesi, sposandolo in segreto. Quando i fratelli della ragazza scoprirono il fatto li uccisero entrambi, simulando anche il suicidio della sorella, che fu trovata impiccata.